# 환희
환희(Hwanhee, 본명: 황윤석, 1982년 1월 17일~)는 대한민국의 보이 그룹 플라이 투 더 스카이의 구성원이다.

## 학력
- 서울동자초등학교 (졸업)
- 배재중학교 (졸업)
- 광문고등학교 (졸업)
- 경희대학교 포스트모던음악학과 (학사)

## 플라이 투 더 스카이활동
환희는 고등학교 3학년 때인 1999년 남성 R&B 듀오 플라이 투 더 스카이로 데뷔하였다. 친한 동료로는 동갑내기인 휘성, 박효신, 거미가 많이 알려져있기도 하다. 휘성은 2002년, 박효신은 1999년에 데뷔했다. 2003년 플라이 투 더 스카이 4집 앨범의 타이틀곡인 'Missing You'로 대중들에게 많은 인기를 얻게 된다. 그리고 2004년 5집 앨범 'Gravity'를 끝으로 SM 엔터테인먼트와 계약이 끝남과 동시에, 새로운 소속사인 피플크리에이티브와 계약 후 6집 앨범 'Transition'으로 더 많은 대중들의 인기를 얻는다. 2009년 8집 앨범 Decennium을 끝으로 플라이 투 더 스카이는 잠시 휴식시간을 가지며, 솔로 활동에 주력하였다. 2014년 9집 앨범 Continuum과 함께 플라이 투 더 스카이로 가요계에 컴백했다. 2015년 처음으로 미니앨범 형식의 LOVE&HATE를 발표했다. 뒤 이어 2017년 미니앨범 2집 [너의 계절] 을 발매하였다

## 솔로 활동
환희는 2005년에 SBS 드라마 《패션 70's》의 OST 수록곡 '가슴 아파도'를 불러 처음 OST에 참여하였고 이 곡은 큰 인기를 얻었다. 2006년 MBC 드라마 《오버 더 레인보우》에 렉스 역으로 출연하면서 배우로 데뷔하였고 이 드라마의 OST 수록곡 'Tomorrow'를 불러 큰 사랑을 받았다. 그 해 영국의 음악 그룹 블루의 멤버 던컨 제임스의 첫 솔로 앨범 타이틀곡인 'Sooner or Later'의 공식 한국어 번안곡을 불렀다. 2008년에는 MBC 드라마 《베토벤 바이러스》의 OST 수록곡인 '내사람'을 불러 많은 사랑을 받았다. 이후 첫 솔로 앨범을 발표한 2009년과 2010년에는 댄스 퍼포먼스 중심의 노래를 해왔으며 2011년 첫 솔로 정규 1집 앨범 '죽을 것만 같아'를 발표하였다. 2011년 10월 27일 공익근무요원으로 소집되어 2013년 10월 25일에 소집해제되었다. 2012년에는 공익근무 중 팬들을 위해 JTBC 드라마 《빠담빠담… 그와 그녀의 심장박동소리》의 OST 수록곡 '가지마'를 발표하기도 하였는데 같은 해 개봉한 영화 《스타: 빛나는 사랑》에서 주인공을 맡았다.

## 음반

### 솔로
| 분류     | 음반명                              | 발매일           | 타이틀곡       |
| -------- | ----------------------------------- | ---------------- | -------------- |
| 미니1집  | H-Soul                              | 2009년 10월 22일 | 심장을 놓쳐서  |
| 싱글     | 내가 더 아플게 (가슴 아파도 Part 2) | 2010년 7월 14일  |                |
| 미니2집  | H-hour                              | 2010년 8월 5일   | ...하다가      |
| 정규1집  | Hwanhee                             | 2011년 7월 29일  | 죽을 것만 같아 |
| 싱글앨범 | 그래                                | 2017년 3월 17일  | 그래           |

### OST
| 연도   | 노래제목                                                 | 음반명                        |
| ------ | -------------------------------------------------------- | ----------------------------- |
| 2005년 | - 가슴 아파도                                            | 패션 70s OST                  |
| 2006년 | - Tomorrow - 그리운 건 어쩔 수 없어 - I Want U, I Need U | 오버 더 레인보우 OST          |
| 2008년 | - 내사람                                                 | 베토벤 바이러스 OST           |
| 2010년 | - 바람이 되어서라도                                      | 로드 넘버원 OST Part 1        |
| 2012년 | - 가지마                                                 | 빠담빠담 OST Part 3           |
| 2012년 | - 프로포즈 - 너뿐인걸 - 가버리라고 - Take It No More     | 스타: 빛나는 사랑 OST         |
| 2013년 | - 열병                                                   | 예쁜 남자 OST Part 3          |
| 2015년 | - 아프다                                                 | 오렌지 마말레이드 OST Part 1  |
| 2016년 | 사랑이 아프다                                            | 함부로 애틋하게 OST Part 10   |
| 2017년 | 반짝인다                                                 | 군주 - 가면의 주인 OST Part 9 |

### 그 외 참여 음반
| 연도   | 노래제목                                                         | 음반명                                                                                      |
| ------ | ---------------------------------------------------------------- | ------------------------------------------------------------------------------------------- |
| 2001년 | - Oh! Happy Day (김현정과 함께), - Give Thanks                   | 《The Best Of Christian Music》                                                             |
| 2006년 | - 좋은 사람 만나요                                               | 메이비 《A LetTer frOm Abell 1689》                                                         |
| 2006년 | - Sooner Or Later (English Ver.) - Sooner Or Later (Korean Ver.) | 던컨 제임스 《Future Past》                                                                 |
| 2008년 | - Show U How                                                     | 쇼하우 《ShowHow 첫번째 미니앨범》                                                          |
| 2009년 | - 어젠                                                           | 송지은 《어젠》                                                                             |
| 2010년 | - 선물                                                           | 《Road For Hope》                                                                           |
| 2010년 | - 바보가슴                                                       | 환희 & 숙희 《바보가슴》                                                                    |
| 2010년 | - 남남                                                           | 환희 & 메이다니 《남남》                                                                    |
| 2011년 | - 왜 사랑은                                                      | 아임 《왜 사랑은》                                                                          |
| 2012년 | - 잊을게... (Outro)                                              | 마이네임 《MYNAME 1st Single》                                                              |
| 2014년 | - 별이 진다네                                                    | 《불후의 명곡: 전설을 노래하다 여름특집 1탄》                                               |
| 2014년 | - Falling In Love (Duet With 환희)                               | 지아 《Falling In Fall》                                                                    |
| 2018년 | - 새벽감성 - 힙합구조대 - City Of Mine                           | 2018 戀歌 (연가), 1월의 일기 '새벽감성' 이현도 《The New Classik...And You Got The Winner》 |

### 콘서트
- 2009년 12월 23일 《HWANHEE presents - LOVE in Christmas》 도쿄 JCB홀
- 2010년 12월 25일 ~ 12월 26일 《환희 투나잇 인 크리스마스》 청담동 퀘스천 홀
- 2011년 11월 14일 《특별한 음악여행 - 제천》 제천문화회관 대공연장
- 2016년 7월 29일 《2016 메모리즈 - 환희, 거미》 부산롯데호텔 크리스탈볼룸
- 2016년 12월 23일(청주), 25일(울산), 30~31일(서울)
- 2017년 1월 7일(대구), 14일(광주), 20일(부산) 《SOUL TRACK-환희&거미》
- 2018년 4월 28일(대구) 《Memories-환희&베이론》 영남대학교 천마아트센터 그랜드홀

### 뮤직비디오
| 연도   | 노래제목                            | 음반명                | 출연           |
| ------ | ----------------------------------- | --------------------- | -------------- |
| 2006년 | Tomorrow                            | 오버 더 레인보우 OST  | 환희, 김옥빈   |
| 2009년 | 심장을 놓쳐서                       | H-Soul                | 환희           |
| 2009년 | 어젠                                | 어젠                  | 환희, 유설아   |
| 2010년 | 남남                                | 남남                  | 환희, 메이다니 |
| 2010년 | ...하다가                           | H-hour                | 환희           |
| 2010년 | 내가 더 아플게 (가슴 아파도 Part 2) | H-hour                | 환희, 김규리   |
| 2011년 | 죽을 것만 같아                      | Hwanhee               | 환희, 이장우   |
| 2012년 | 프로포즈                            | 스타: 빛나는 사랑 OST | 환희, 강요환   |
| 2012년 | 너뿐인걸                            | 스타: 빛나는 사랑 OST | 환희           |
| 2012년 | 가버리라고                          | 스타: 빛나는 사랑 OST | 환희           |

## 방송 활동

### 드라마
- 2006년 MBC 《오버 더 레인보우》 - 렉스 역
- 2008년 SBS 《사랑해》 - 박병호 역
- 2010년 MBC 《폭풍의 연인》 - 임하라 역

### 영화
- 2012년 《스타: 빛나는 사랑》 - 로미 역
- 2012년 《사랑오감》 - 정우 역

### 라디오 DJ
- SBS 파워 FM 《플라이 투 더 스카이의 텐텐클럽》(2002년 10월 21일 ~ 2004년 5월 2일)

당시 브라이언이 2003년 4월에 중도 하차하면서, 환희가 홀로 텐텐클럽 진행을 맡게 되었고, 이 때부터 《환희의 텐텐클럽》으로 명칭이 변경되었다.

### TV 프로그램
| 연도   | 방송 프로그램 |
| ------ | --- |
| 2024년 | - 11월 26일 MBN 《현역가왕2》 참가자 - 7월 17일 MBC 《라디오스타》 875회 |
| 2022년 | - 9월 6일 SBS F!L 《외식하는 날 버스킹》 6회 |
| 2019년 | - 10월 18일 KBS2 《연예가중계》 1781회 - 10월 18일 KBS2 《유희열의 스케치북》 463회 - 10월 16일 MBC 《라디오 스타》 639회 - 7월 28일 tvN 《플레이어》 3회 - 3월 29일 Mnet 《너의 목소리가 보여》 시즌6 11회 - 환희 & 린 편 |
| 2018년 | - 12월 31일 MBC 《MBC 가요대제전》 - 12월 18일 MBC 《휴먼다큐 사람이 좋다》 296회 - SBS Plus 《당신에게 유리한 밤! - 야간개장》 12회, 14회 - Mnet 《더 콜》 4 ~ 8회 - KBS2 《불후의 명곡 - 전설을 노래하다》 350회 ~ 352회, 조용필 50주년 기획 3부작 - 1부 350회, 환희 - 모나리자 - 1월 24일 MBC MUSIC 《주간 아이돌》 339회, 황금 개띠의 해 특집 2탄! |
| 2017년 | - 6월 14일 JTBC 《한끼줍쇼》 35회 - MBC 《미스터리 음악쇼 복면가왕》 제47,48,49대 가왕 - 팥의 전사 호빵왕자, 93 ~ 100회 |
| 2016년 | - SBS 《정글의 법칙》 23기 파나마편 출연 - 6월 26일 SBS 《판타스틱 듀오》 11회 - 7월 3일 SBS 《판타스틱 듀오》 12회 - 12월 19일 JTBC 《냉장고를 부탁해》 - 환희,거미편 - 12월 26일 JTBC 《냉장고를 부탁해》 - 환희,거미편 |
| 2015년 | - 11월 26일 Mnet 《너의 목소리가 보여》 6회 - 9월 18일 KBS2 《유희열의 스케치북》 290회 - 3월 9일 Mnet 《야만TV》 8회 |
| 2014년 | - 12월 19일 KBS2 《유희열의 스케치북》 254회 - 11월 15일 JTBC 《히든 싱어 시즌 3》 14회 - 11월 8일 JTBC 《히든 싱어 시즌 3》 13회 - 9월 13일 JTBC 《히든 싱어 시즌 3》 4회 - 9월 2일 KBS2 《1 대 100》 353회 - 8월 9일 JTBC 《히든 싱어 시즌 3 비긴즈》 - 7월 5일 KBS2 《불후의 명곡: 전설을 노래하다》 155회 - 6월 7일 MBC 《우리 결혼했어요》 223회 - 임시패널 출연 - 5월 30일 KBS2 《유희열의 스케치북》 230회 |
| 2011년 | - 9월 15일 Mnet 《비틀즈코드》 57회 - 9월 13일 KBS2 《추석특집 아이돌 대격돌 마법의제왕》 - 8월 27일 MBC 《우리 결혼했어요》 98회 - 8월 26일 KBS2 《유희열의 스케치북》 111회 - 8월 20일 MBC 《우리 결혼했어요》 97회 - 8월 20일 KBS2 《시크릿》 12회 - 8월 13일 KBS2 《시크릿》 11회 - 8월 10일 Mnet 《사운드플렉스》 25회 - 8월6일 MBC 《세바퀴》 - 7월 23일 KBS2 《불후의 명곡: 전설을 노래하다》 남자 보컬리스트 특집 - Mnet 《슈퍼스타K 3》                                                                                             |
| 2010년 | - 10월 3일 KBS2 《밤샘 버라이어티 야행성》 20회 - 10월 3일 KBS1 《열린 음악회》 856회 - 휘성과 듀엣 - 9월 5일 SBS 《김정은의 초콜릿》 111회 - 8월 27일 KBS2 《유희열의 스케치북》 64회 |
| 2009년 | - 12월 25일 SBS 《절친노트》 55회 - 12월 13일 SBS 《도전 1000곡》 - 12월 12일 MBC 《세바퀴》 36회 - 12월 6일 SBS 《도전 1000곡》 - 11월 28일 SBS 《김정은의 초콜릿》 80회 - 11월 28일 SBS 《신동엽 신봉선의 샴페인》 79회 - 11월 27일 KBS 2TV 《유희열의 스케치북》 29회 - 11월 16일 MBC 에브리원 《선생님이 오신다》 - 11월 15일 SBS 《퀴즈 육감대결》 124회 - 11월 14일 SBS 《김정은의 초콜릿》 78회 - 11월 14일 KBS2 《스타골든벨》 261회 - 11월 9일 Mnet 《디렉터스컷》 - 5월 8일 SBS 《절친노트》 27회 - 3월 27일 SBS 《절친노트》 21회 |
| 2008년 | - MBC 《우리 결혼했어요》 - 환희, 화요비 커플 |
| 2006년 | - 8월 6일 MBC 《몰래카메라》 - 7월 21일 MBC 《놀러와》 - 2월 18일 KBS2 《스타골든벨》 |
| 2005년 | - MBC 《행복주식회사》 |
| 2004년 | - SBS 《리얼로망스 연애편지》 |
| 2001년 | - 6월 2일 KBS 《가족오락관》 - MBC 《스타 서바이벌 동거동락》 |
| 2000년 | - KBS2 《TV는 사랑을 싣고》 - MBC 《스타 서바이벌 동거동락》 |

## 수상
| 연도   | 수상 내역                                                            |
| ------ | -------------------------------------------------------------------- |
| 2008년 | - 《MBC 방송연예대상》 베스트 브랜드 부문 특별상 - 우리 결혼했어요팀 |